# Krzysztof Bielecki (lekarz)
Krzysztof Bielecki (ur. 2 sierpnia 1938 w Warszawie) – polski lekarz chirurg i nauczyciel akademicki, profesor nauk medycznych, profesor zwyczajny Centrum Medycznego Kształcenia Podyplomowego.

## Życiorys
W 1955 ukończył Liceum Ogólnokształcące im. gen. Józefa Sowińskiego w Warszawie. W 1961 uzyskał dyplom lekarza medycyny na Akademii Medycznej w Warszawie. Doktoryzował się na tej samej uczelni w 1966, a w 1980 uzyskał stopień doktora habilitowanego nauk medycznych. W 1988 otrzymał tytuł profesorski w zakresie nauk medycznych. Specjalizował się w dziedzinie chirurgii, uzyskując specjalizacje I (w 1966) i II (w 1970) stopnia.
Od 1961 zawodowo związany z Centrum Medycznym Kształcenia Podyplomowego (CMKP) w Warszawie. Był też asystentem w Zakładzie Fizjologii Człowieka AM w Warszawie. W latach 1982–1988 pełnił funkcję ordynatora oddziału chirurgii Szpitala Bielańskiego w Warszawie. Następnie do 2008 był ordynatorem i kierownikiem Kliniki Chirurgii Ogólnej i Przewodu Pokarmowego w CMKP. Później został konsultantem chirurgicznym, zajmując się również prawami pacjenta. Jako nauczyciel akademicki pracował także m.in. w Szkole Wyższej im. Pawła Włodkowica w Płocku oraz Wyższej Szkole Rehabilitacji w Warszawie.
Działał także w samorządzie zawodowym, był przez dwie kadencje członkiem Naczelnej Rady Lekarskiej. Jako bezpartyjny kandydat z ramienia Prawa i Sprawiedliwości bezskutecznie ubiegał się o mandat senatora w 2011 i 2015 oraz o mandat posła w 2019. W 2016 wszedł w skład Narodowej Rady Rozwoju utworzonej przez prezydenta RP Andrzeja Dudę.
Został członkiem zarządu Akademickiego Klubu Obywatelskiego im. Prezydenta Lecha Kaczyńskiego w Warszawie.
W 2000 odznaczony Krzyżem Kawalerskim Orderu Odrodzenia Polski. Wyróżniony tytułem honorowego obywatela Buska-Zdroju (2015).
W 2020 ukazała się książka Medycyna? Nie jest na sprzedaż. Prof. Krzysztof Bielecki w rozmowie z lek. med. Katarzyną Toruńską, poświęcona dyskusjom o wyzwaniach etycznych współczesnej medycyny.